# Fighting Back
Pour plus de détails, voir Fiche technique et Distribution.
Fighting Back est un film américain réalisé par Raymond Wells, sorti en 1917.

## Synopsis
Dévasté par une décision injuste de la cour martiale, "Weakling" (trad. le gringalet) erre sans but dans le désert jusqu'à ce qu'il soit trouvé par des membres du ranch Lazy Y, qui lui offrent un travail comme cow-boy. Il tombe amoureux d'une danseuse, la Furie, ce qui lui redonne confiance et il défie China-Mex, le propriétaire du saloon, lors d'un rodéo, qu'il remporte. Après avoir confessé à Furie qu'il a été injustement accusé de traîtrise, il retourne au fort, où il apprend qu'il a été finalement acquitté et réintégré à l'armée.

## Fiche technique
- Titre original : Fighting Back
- Réalisation : Raymond Wells
- Scénario : Alan James
- Photographie : Pliny Horne
- Société de production : Triangle Film Corporation
- Société de distribution : Triangle Distributing Corporation
- Pays de production :  États-Unis
- Langue originale : anglais
- Format : noir et blanc — 35 mm — 1,37:1 — Film muet
- Genre : Western
- Durée : 5 bobines
- Date de sortie :
  - États-Unis : 4 novembre 1917

## Distribution
- William Desmond : Weakling
- Claire McDowell : Furie
- Jack Richardson : China-Mex
- Curley Baldwin : Alama Sam
- Pete Morrison : Pete
- William Ellingford : James Newton
- Tom Guise : Colonel Hampton
- Thornton Edwards : Tony
- Josie Sedgwick : une danseuse